# Ондо (држава)
Ондо је једна од савезних држава Нигерије. Налази се у југозападном делу земље, а главни град државе је град Акуре. 
Држава Ондо је формирана 1976. године. Заузима површину од 15.500 km² и има 3.440.000 становника (подаци из 2006). 